# Tsu (kana)

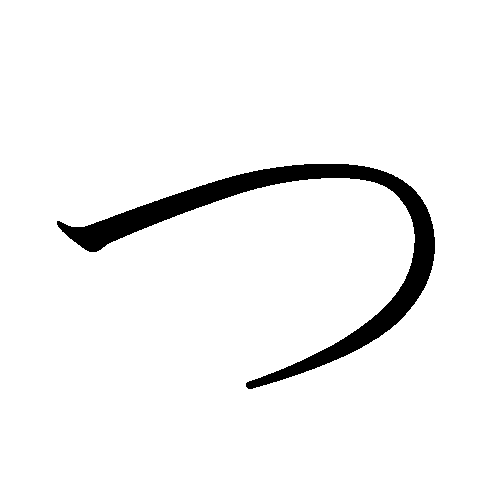
Tsu w hiraganie

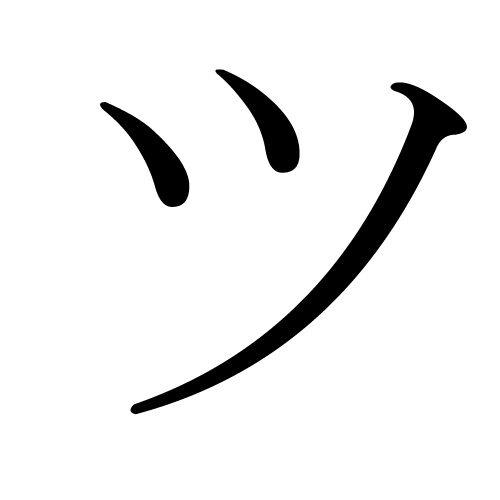
Tsu w katakanie

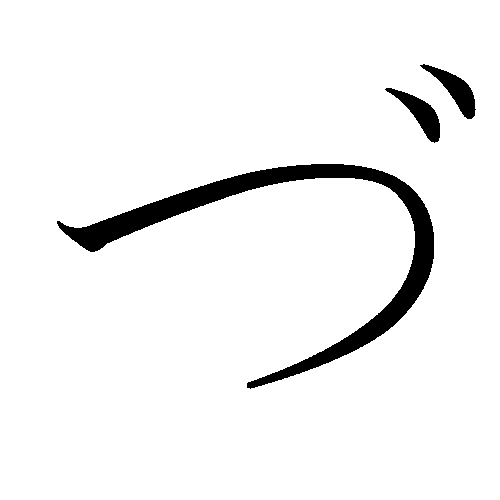
Zu w hiraganie

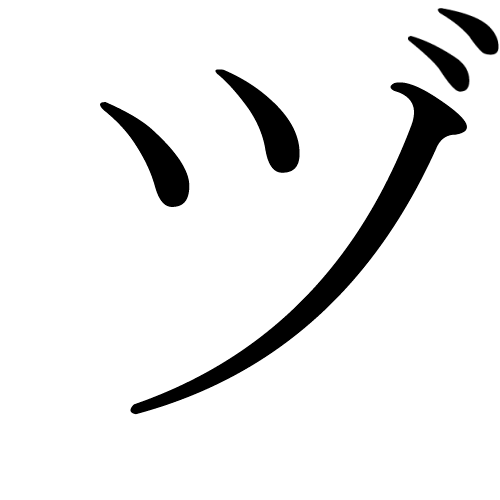
Zu w katakanie

Tsu – osiemnasty znak japońskich sylabariuszy hiragana (つ) i katakana (ツ). Reprezentuje on sylabę tsu (wymawianą [tsɯ] jak polskie cu). Pochodzi bezpośrednio od znaku 川 (obydwie wersje). Po dodaniu dakuten w obydwu wersjach znaku (づ i ヅ) znak reprezentuje sylabę zu (wymawianą [zu], pomiędzy polskim zu a dzu), jednak znak ten jest bardzo rzadko występujący.
Znak ten w wersji z katakany po dodaniu pomniejszonych znaków samogłosek reprezentować może sylaby niewystępujące w japońszczyźnie np. tsa (ツァ).

## Zapis rōmaji
W alfabecie łacińskim zapis tej sylaby – oraz jej udźwięcznienia – jest różny i zależny od systemu transkrypcji pisma japońskiego. W najpopularniejszej transkrypcji Hepburna znaki te zapisywane są jak tsu oraz zu, natomiast w transkrypcji Kunrei zapisywane są jako tu i du (du dla odróżnienia od zu). Możliwy jest też zapis tego pierwszego jako cu.

## Sokuon (podwojenie spółgłosek,geminacja)
W języku japońskim występuje znak sokuon (促音), oznaczany zmniejszonym znakiem tsu (っ lub ッ). Sokuon zwany jest też z powodu swego wyglądu małym tsu. Znak ten służy do podwojenia spółgłoski w sylabie, która po nim występuje, np. っか (kka). 
Sokuonu nie używa się przed samogłoskami, a także sylabami z grup N, M, Y, R oraz W (w pierwszych dwóch jego funkcję pełni znak n, w drugim i, w trzecim ru, a w czwartym u). Ponadto sokuonu nie używa się przy podwajaniu sylab z grup G, Z, D i B w przypadku słów czysto japońskich tudzież sinojapońskich, ponieważ w żadnym słowie z tych grup podwojenia tych spółgłosek nie występują. Ten sam przypadek dotyczy znaku n, który również nigdy nie jest podwajany.